# Farní sbor Českobratrské církve evangelické v Duchcově
Farní sbor Českobratrské církve evangelické v Duchcově je zaniklým sborem Českobratrské církve evangelické v Duchcově. Sbor spadal naposledy  pod Ústecký seniorát.
Posledním farářem byl Emanuel Vejnar (do r. 1996), posledním kurátorem Josef Brych (do r. 2019). Dne 30. 9. 2020 sbor zanikl a byl sloučen se sborem v Teplicích.

## Faráři sboru
- Zbyněk Laštovka (1949–1951)
- Emanuel Vejnar (1951–1996)